# Toquí gorjablanc
El toquí gorjablanc o toquí golablanc (Melozone albicollis) és un ocell de la família dels passerèl·lids (Passerellidae) endèmic de Mèxic.

## Descripció
Ocell gros i de color força uniforme, exclusiu a contraforts interiors secs i terres altes, principalment a Oaxaca. Generalment bastant comú i conspicu. Es troba en boscos brollats, jardins i terres de cultiu amb bardisses; sovint en parelles o en petits grups socials. S'alimenta principalment a terra, però també a nivells baixos i mitjans en arbustos. Subtilment atractiu si es veu bé, amb un pitet blanc, una banda de color rovell a la gola així com també al cul.

## Hàbitat i distribució
Habita matolls i arbusts a Mèxic, als Estats de Puebla, Guerrero i Oaxaca.

## Taxonomia
Fins a l'any 2009 estava inclòs en el gènere Pipilo (pipilo albicolis) si bé alguna autoritat l'inclou dins un gènere anomenat Kieneria però que la resta d'autoritats no contemplen com a tal.
Es reconeixen dues subespècies:
- M. a. marshalli (Parkes, 1974) Puebla (centre sud de Mèxic).
- M. a. albicollis (Sclater, 1858) Guerrero i Oaxaca (sud-oest de Mèxic).